# بلقيس (اسم)
بلقيس هو اسم علم شخصي مؤنث عربي ومعناه الأسى أو الحزن أو الشجن، يعود شهرته نسبة للملكة بلقيس والتي يعتقد أنها ملكة سبأ في اليمن التي زارت سليمان.

## الشخصيات
- بلقيس ملكة سبأ.
- بلقيس مغنية يمنية.
- بلقيس الراوي دبلوماسية عراقية.
- بلقيس ديلليجيل ممثلة تركية.
- بلقيس خالد شاعرة عراقية.
- بلقيس صيداوي شاعرة لبنانية.